# Geschäftsprozess

Struktur von (Geschäfts-)Prozessen

Der Geschäftsprozess (Abkürzung: GP) ist im Prozessmanagement ein Prozess, der in Unternehmen der Erfüllung der Unternehmensziele dient, indem er vorhandene Geschäftsfelder bearbeitet und neue entwickelt.
Diese Definition ergibt sich aus der Sichtweise des Prozessmanagements. Allgemein sind Geschäftsprozesse an den betrieblichen Funktionen ausgerichtet, wobei vor allem die Schnittstellen zwischen Beschaffung, Produktion, Finanzierung, Verwaltung und Vertrieb von Interesse sind. Organisatorisch ist er als eine sich wiederholende Prozesskette aufzufassen, die zur Herstellung und Vermarktung eines Produktes oder einer Dienstleistung beiträgt. Dazu sind zudem Beschaffungs-, Arbeits-, Führungs-, Management-, Produktions- und Vertriebsprozesse erforderlich.
Allgemein kann der Geschäftsprozess als eine Menge logisch verknüpfter Einzeltätigkeiten (Aufgaben, Arbeitsabläufe), die ausgeführt werden, um ein bestimmtes geschäftliches oder betriebliches Ziel zu erreichen, charakterisiert werden. Er wird durch ein definiertes Ereignis ausgelöst und transformiert ‚Input‘ durch den Einsatz materieller und immaterieller Güter und unter Beachtung bestimmter Regeln und unternehmensinterner und -externer Faktoren zu einem ‚Output‘.
Ein Geschäftsprozess kann gekapselt und Teil eines anderen Geschäftsprozesses sein und/oder andere Geschäftsprozesse enthalten bzw. diese anstoßen. Geschäftsprozesse gehen oft über Abteilungs- und Betriebsgrenzen hinweg und gehören zur Ablauforganisation eines Betriebs.
Viele Definitionen von Geschäftsprozessen verlangen das Vorhandensein von genau einem Anfang und genau einem Ende sowie genau definierte Inputs und Outputs des Prozesses und seiner Teilprozesse. Input und Output (Eingaben / Ergebnisse) können jeweils Informationen, Gegenstände, Ereignisse und/oder Zustände sein. Das Prozesssystem strebt einen Wertschöpfungsprozess an, der bezüglich Ressourcenverzehr, Durchlaufzeiten und Qualität permanent optimiert werden sollte. Idealerweise stellt demnach der erzielte Output für das jeweilige Unternehmen einen höheren Wert als der ursprünglich eingesetzte Input dar.
Der Prozessbegriff kann sich auch auf ein Abteilungsergebnis oder die abteilungsübergreifende Zusammenarbeit beziehen. Für diese Betrachtung der Zusammenarbeit vom Kundenwunsch bis zum erfüllten Kundenwunsch (wobei sich der Begriff Kunde auf den des Unternehmens als auch auf eine andere Abteilung des Unternehmens beziehen kann) setzt sich zunehmend der Begriff der Prozesskette oder des End-to-End-Prozesses durch. Für Unternehmen ist es sinnvoll, die gesamte Prozesslandschaft zu erfassen und damit die Ablauforganisation zur visualisieren. 

## Begriffsabgrenzung
Im allgemeinen Sprachgebrauch und umgangssprachlich wird der Ausdruck Prozess (auch Geschäftsprozess) für zwei unterschiedliche Ebenen benutzt:
Typ-Begriff (Prozess-Modell)
Auf dieser Ebene wird der Geschäftsprozess definiert, modelliert, dokumentiert etc. Zuständig: Prozessmanagement im Zusammenhang mit Geschäftsprozessmodellierung. Dieser Bedeutung entspricht die Definition: „Ein Prozess bildet den Fluss und die Transformation von Materialien, Informationen, Operationen und Entscheidungen ab.“
Instanz-Begriff (Prozess-Instanz)
Das tatsächliche und beliebig oft stattfindende Ausführen des Geschäftsprozesses im laufenden Geschäftsbetrieb. Dieses ‚Geschehen‘ wird mindestens über die Dimensionen Zeit (z. B. Datum, Uhrzeit, von-bis) und Beteiligte (z. B. Kunde, Mitarbeiter, Gerät …) individuell bestimmt. Jegliches Geschehen, auch wenn es nicht modelliert ist, ist in zweitgenanntem Sinn „Prozess“.
Beispielsweise wird der Prozess „Barauszahlung am Geldautomat“ einmalig (als Typ) definiert und modelliert, aber im täglichen Betrieb wiederholt (als Instanz) ausgeführt.

## Geschäftsprozesse in betrieblichen Funktionen
Je nach betrieblicher Funktion gibt es folgende Geschäftsprozesse:
| betriebliche Funktion | Geschäftsprozess    | Teilprozesse                                                                                            |
| --------------------- | ------------------- | --- |
| Beschaffung           | Beschaffungsprozess | Einkauf von Fertigungsmaterial und Fertigerzeugnissen                                                   |
| Produktion            | Produktionsprozess  | Arbeitsvorbereitung, Produktionstechnik, Produktionsverfahren, Produktionskontrolle, Qualitätskontrolle |
| Arbeit                | Arbeitsprozess      | Arbeitsaufgaben, Arbeitsplatz, Arbeitsteilung                                                           |
| Unternehmensführung   | Führungsprozess     | Managementprozess, Organisationsstruktur, Planungsprozess, Entscheidungsprozess                         |
| Vertrieb              | Vertriebsprozess    | Marketing, Distributionslogistik                                                                        |

## Entwicklung
Lange beschäftigte sich die Betriebswirtschaftslehre ausschließlich mit der Gestaltung der Aufbauorganisation. Dies führte zu einer Entfremdung vom Kunden sowie zu mangelnder Flexibilität und Schlagkraft am Markt und damit verbundenen Wettbewerbsnachteilen. Deshalb kam es zu einer Fokussierung auf die Qualität im Unternehmen, so dass die Prozessorientierung an Bedeutung gewann. Erste Arbeiten zu diesem Thema wurden 1932 von Fritz Nordsieck, 1960 von Erich Kosiol und in den 1980er Jahren von Michael Gaitanides und August-Wilhelm Scheer veröffentlicht. Grundlage für die hier entworfenen Modelle hat Adam Smith bereits 1776 mit dem Buch Der Wohlstand der Nationen (englisch An Inquiry into the Nature and Causes of the Wealth of Nations) gelegt.
Fritz Nordsieck weist in folgendem Zitat auf die Notwendigkeit einer an Prozessen ausgerichteten Unternehmensgestaltung hin: „Der Betrieb ist in Wirklichkeit ein fortwährender Prozess, eine ununterbrochene Leistungskette. […] Anzustreben ist in jedem Fall eine klare Prozessgliederung.“ Nordsieck begründete damit zwar noch kein prozessorientiertes Konzept, bildet aber immerhin die gedankliche Grundlage, denn er erkennt einen abstrakten Betriebsprozess als Grundlage für die Strukturierung der Aufbauorganisation.

## Standardisierung / Modellierbarkeit
Die Methoden zur Anwendung und zum Management von Geschäftsprozessen werden als Prozessmanagement bezeichnet.
Durch die Geschäftsprozessmodellierung werden Informationen wie Auslöser, Ausführende, Input, Ergebnis(se) ('Output') ermittelt und der Prozessfluss dokumentiert – besonders, wenn das Ausführen der Geschäftsprozesse durch automatisiertes Workflow-Management unterstützt werden soll. Geschäftsprozesse oder betriebswirtschaftliche Prozesse gibt es in allen Unternehmensteilen, sei es im Verkauf, bei der Produktion oder im Controlling. Beispiele sind die Auftragsabwicklung, der Kreditvergabeprozess einer Bank oder die Ausbildung von Studenten in einer Universität.
Administrative und logistische Vorgänge in einem Unternehmen (z. B. Personaleinstellung, Buchhaltung oder Wareneingangskontrolle) lassen sich relativ einfach als Geschäftsprozess beschreiben. Ebenso trifft dies – auf Grund ihrer hohen Häufigkeit – meist für Kernprozesse (wie z. B. die Auftragserteilung) zu. Betrachtet man den als Beispiel genannten Prozess Auftragserteilung genauer, so zeichnen sich ab einer bestimmten Detaillierungsebene Bereiche ab, in denen eine exakte Beschreibung der Aktivitäten nicht möglich ist. Dies ist auch und insbesondere bei kreativen Wertschöpfungsprozessen der Fall, wie sie in der Produktentwicklung vorherrschen. Eine Geschäftsprozessmodellierung mit klaren Vorgaben bzgl. der Aktivitäten und ihrer Reihenfolge ist in diesen Fällen oft nicht möglich. Die Beteiligten werden die erforderlichen Aktivitäten vielmehr auf Grund ihrer eigenen Erfahrung und Problemlösungskompetenz selbstorganisierend festlegen und durchführen – ggf. als Projekt.
Daraus ergibt sich, ob sich ein Geschäftsprozess gut modellieren lässt oder nur unvollständig. Dies hängt u. a. vom „Vernetzungsgrad“ (Maß für die Anzahl vernetzter Aktivitäten bzw. Akteure) und „Veränderlichkeit der Vernetzung“ (zeitliche Stabilität der Prozessbeschreibung) ab. Geschäftsprozesse weisen dann einen hohen Vernetzungsgrad und eine hohe Veränderlichkeit der Vernetzung auf, wenn sie zyklisch, iterativ, hochdynamisch, selbstorganisierend, emergent und evolutionär sind (zum Beispiel die Fallbearbeitung durch einen Anwalt). Sie entziehen sich damit den Möglichkeiten der normalen Geschäftsprozessmodellierung und einer Umsetzung mittels Workflow-Management.

## Prozesskategorien
Prozesse lassen sich nach unterschiedlichen Kriterien typisieren / kategorisieren, z. B.:
- Nach ihrer Fristigkeit:
  - strategische (langfristig),
  - taktische (mittelfristig) und
  - operative (kurzfristig) Prozesse
- Nach ihrer Wiederholungshäufigkeit und Determiniertheit:
  - Routineprozesse (hohe Wiederholungshäufigkeit und hohe Determiniertheit),
  - Regelprozesse (jeweils mittlere Wiederholungshäufigkeit und Determiniertheit),
  - Ad-hoc-Prozesse (geringe Wiederholungshäufigkeit und Determiniertheit)[9]
- Nach ihrer betrieblichen Stellung / Bedeutung:
  - Entwicklung (hierzu gehören auch Projekte),
  - Beschaffung,
  - Vertrieb,
  - Produktion,
  - Infrastruktur (z. B. IT-Prozesse),
  - hoheitliche Aufgaben (z. B. Meldewesen, Steuern).

In diesen Kategorien stehen Prozesse häufig als Vorläufer / Nachfolger miteinander in Beziehung (Wertkette). An diesem Kriterium orientiert sich auch die Unterscheidung in
- Kernprozesse und
- Supportprozesse.

- Nach Prozessclustern (ähnlich der im St. Galler Management-Modell getroffenen Unterscheidung):
  - Ausführungsprozesse (mit eigentlicher Wertschöpfung),
  - Unterstützungsprozesse (benötigte Ressourcen bereitstellen),
  - Führungsprozesse (zur Koordination von Ausführungs- und Unterstützungsprozessen),[10] auch Managementprozesse genannt
- Nach ihrer hierarchischen Struktur: Je nach Sprachgebrauch in Organisationen werden Prozesse z. B. als
  - Top-Prozess (Geschäftsprozess, Hauptprozess etc.) oder als
  - Teilprozess (Subprozess, elementarer Prozess etc.) bezeichnet.
- Nach dem Grad ihrer Automatisierung:
  - vollständig automatisiert (z. B. durch IT),
  - durch IT unterstützt,
  - vollständig manuell